# Khambhat
Khambhat ([kʰəmbʱɑt]ⓘ (del guyaratí: ખંભાત) antiguamente conocida como Cambay) es un ciudad y un municipio de la India en el distrito de Anand en el estado de Guyarat. Fue antiguamente un importante centro comercial, aunque su puerto gradualmente se llenó de cieno y el comercio marítimo se movió a otro lugar. Khambhat se encuentra sobre un llano aluvial en la parte norte del golfo de Khambhat, que es conocido por las subidas y bajadas extremas de sus mareas, que pueden variar hasta más de 10 m en las inmediaciones de Khambhat.

## Historia
Khambhat fue la capital de un estado principesco de la India británica dentro de la división Gujarat de Bombay. 
Tiene un área de 906 km². Como un estado separado data de sólo desde 1730, tiempo del desmembramiento del Imperio mogol. Its Nababs descendieron de Momin Khan II, el último de los gobernadores mogoles de Gujarat, que en 1742 asesinó a su cuñado, Nizam Khan, gobernador de Khambhat, y se estableció allí.
La población de Khambhat puede ser la Camanes de Ptolomeo, y fue antiguamente un ciudad muy próspera, la plaza de un comercio extenso y conocido por sus manufacturas de seda, chintz y productos de oro; fue mencionada en 1293 por Marco Polo, que apuntó que era un puerto muy animado. Debido principalmente al crecimiento gradual de la dificultat de acceso por agua por el cieno del golfo, su comercio desde entonces cayó, y la población se hizo pobre y deteriorada. Las mareas de primavera crecen hasta más de 10 m y en un canal normalmente poco profundo crea un serio peligro a la navegación. Por 1900 el comercio era sobre todo reducido a la exportación de algodón. La población era conocida por su manufactura de ornamentos de ágata y cornalina de reputación principalmente en China. Las casas en muchos casos están construidas de piedra (una circunstancia que indica la antigua riqueza de la ciudad, ya que el material tenía que traerse desde una distancia considerable); y restos de un muro de ladrillos, de 5 km en circunferencia, que antiguamente rodeaba la población, encierran cuatro grandes embalses de buena agua y tres bazares. Hacia el sureste hay ruinas muy extensas de templos subterráneos y otras construcciones medio sepultadas en la arena por la que la antigua población fue aplastada. Estos templos pertenecen a los jainas, y contienen dos enormes estatuas de sus deidades, una negra, la otra blanca. La principal, como la inscripción indica, es Pariswanath, o Parswanath, esculpido en el reino del emperador Akbar; la negra tiene una fecha de 1651 inscrita. En 1780 Khambhat fue tomada por el ejército del General Goddard, fue restaurada a los marathas en 1783, y fue más tarde cedida a los británicos por el Peshwa bajo el tratado de 1803. Se le proporcionó un ferrocarril en 1901.

## Geografía
Se encuentra a una altitud de 8 m s. n. m. a 121 km de la capital estatal, Gandhinagar, en la IST UTC+05:30.

## Demografía
Según estimación 2011 contaba con una población de 81 658 habitantes.